# Atanazij Atoški
Atanazij Atoški   (grško starogrško Αθανάσιος ο Αθωνίτης, Athanásios o Athonítis) ali Atanazij Trebizonski je bil bizantinski menih, ki je ustanovil samostansko skupnost na gori Atos. Skupnost se je kasneje razvila v največje središče vzhodnega pravoslavnega meništva, * okoli 920, Trebizond, Bizantinsko cesarstvo,  † okoli 1003, Atos, Bizantinsko cesarstvo.
Rodil se je v Trebizondu in pod pokroviteljstvom Mihaela Maleina  študiral v Konstantinoplu. Postal je znan kot  Abraham in goreč pridigar, ki je imel velik ugled pri Mihaelovem nečaku, kasnejšem bizantinskem cesarju Nikiforju II. Fokasu (963–969). Razočaran nad ohlapno moralo menihov bizantinski prestolnici se je še pred Fokasovim prihodom na prestol preimenoval v Atanazija in se pridružil menihom na gori Kiminas v Bitiniji. Leta 958 se je preselil na Atos.
Na Atosu je pomagal obraniti puščavniške celice ali skite pred Saraceni in začel vključevati že obstoječe skice v tisto, kar je sčasoma postalo znano kot Velika lavra. Lavro je Atanazij zgradil z Nikiforjevo finančno pomočjo. Samostan je bila posvečen leta 963 in je še vedno dejaven.  Kmalu zatem je ustanovil še tri samostane, ki so še vedno dejavni. Gradnji novih samostanom so močno nasprotovali atoški menihi, ker so se bali, da bodo v njihovo življenje vnesli red in disciplino. 
Po cesarjevi smrti so prevladali Atanazijevi nasprotniki. Zapustil je Atos in se preselil na Ciper, kjer je živel, dokler ni na prestol prišel Ivan I. Cimisk (969–976). Novi cesar je podpiral Veliko lavro in jo s svojo darovnico leta 971 bogato obdaril. Atanazij se je takoj vrnil na Atos kot iguman (opat) in uvedel tipik za kenobite, ki je temeljil na tipiku Teodorja Studita in Bazilija Cezarejskega.
Umrl je na gradbišču nove cerkve, ko se zrušila njena kupola. Po smrti so ga častili kot svetnika, ki goduje 5. julija.

## Vir
- Donald Attwater; Catherine Rachel John (1993). The Penguin Dictionary of Saints (3 izd.). New York: Penguin Books. ISBN 0-14-051312-4.